# Anciana dormitando
Anciana dormitando es una obra del pintor neerlandés Nicolaes Maes. Se trata de un óleo sobre lienzo que mide 135 cm de alto y 105 cm de ancho. Fue pintado hacia el año 1655 y se encuentra en los Museos reales de Bellas Artes de Bélgica en Bruselas.
Se trata de una escena de género protagonizada por una anciana que estaba leyendo la Biblia y se ha quedado dormida. Este tipo de escenas de interior solían tener un mensaje moralizante. En este caso, una advertencia sobre la fugacidad de la vida y que no conviene desatender las obligaciones, especialmente espirituales. Es significativo que se haya quedado dormida mientras leía el libro de Amós. También se le reprocha el abandono de sus actividades domésticas, como la costura. El reloj de arena que aparece en segundo término está precisamente relacionado con la idea del inexorable transcurrir del tiempo.